# Furador de rolhas

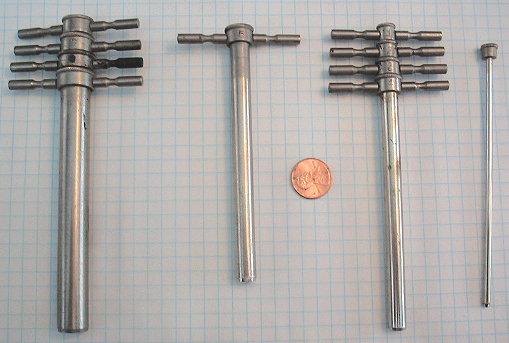
Jogo de furadores de rolhas. Da esquerda para a direita os de números 6,7,8 e 9 aninhados, o de número 5, uma moeda de 1 centavo de dólar, os de números 4,3,2 e 1 aninhados, bastão de limpeza.

O furador de rolhas, frequentemente utilizado nos laboratórios de química e de biologia, é uma ferramenta metálica destinada a perfurar rolhas de cortiça ou de borracha a serem atravessadas por tubos de vidro. Os furadores de rolhas são tubinhos metálicos ocos, em que um dos lados é polido para dar corte afiado e o outro é preso a um cabo para dar segurança ao manuseio. Costumam ser vendidos em conjuntos de diâmetros crescentes aninhados, juntamente com um bastão para ajudar a remover a cortiça ou a borracha remanescente no interior dos tubos.
Podem ser afiados com lixas de granulação fina, mas o ideal é recorrer a uma ferramenta adequada, o afiador do furador de rolhas que consiste de um pequeno cone abrasivo montado em cabo metálico e articulado a uma lâmina. Na utilização a ponta do cone é inserida no lado afiado do furador e é feito um movimento circular, pressionando levemente a lâmina.
Outras utilizações dos furadores de rolhas são a obtenção de amostras de árvores para a dendrocronologia e outros experimentos onde um diametro constante é desejável. Em microbiologia os furadores de rolhas têm encontrado utilidade para o estudo da bioatividade por ensaios de difusão em ágar